# アウグスト・コンラーディ
アウグスト・コンラーディ（August Conradi 1821年6月27日 - 1873年5月26日）は、ドイツのオルガニスト、作曲家。

## 生涯
コンラーディはベルリンに生まれた。彼の父は息子に神学を学ばせたいと希望していたが、その意に反してコンラーディはベルリン芸術アカデミーに入学した。アカデミーではベルリン・ジングアカデミーの指揮者だったカール・フリードリヒ・ルンゲンハーゲンの下で和声学と作曲を学ぶ。1843年、彼はベルリンのインファリデンハウス（Invalidenhaus）の教会オルガニストとなり、同年のうちに最初の交響曲と管弦楽のための「ツィゴイネル・ポルカ」を作曲した。後者はフランツ・リストによってピアノ用に編曲されている（S.481）。コンラーディは多くの都市の指揮者の職を歴任した。シュチェチン（1849年）、ベルリン（1852年）、デュッセルドルフ（1852年）、ケルン（1853年）であり、そしてベルリンに戻りクロル・オペラ、ヴァルナー劇場（Wallner-Theater）、ヴィクトリア劇場（Victoria-Theater）などでタクトを振った。
コンラーディがリストに出会ったのは1840年代の始め頃と思われる。彼は1844年1月と2月にヴァイマルでリストの楽譜の清書を引き受け、リストに請われる形で1848年から1849年に18ヶ月をその地で過ごしている。コンラーディはリストの管弦楽曲の最初の清書譜を作成するとともに、彼に対して作曲上の助言を行った。また、彼はリストがヴィルトゥオーゾ時代に演奏してきた全レパートリーの「総目録」を整える手助けを行った。コンラーディは勤勉ではあったが、考え方は幾分月並みなところがあった。1849年冬にシュチェチンのカペルマイスターとなった際、ヴァイマルでの仕事を引き継いだのはより想像力豊かなヨアヒム・ラフであった。にもかかわらず、リストはコンラーディを清書職人として重用し続けた。1855年9月、リストは作曲した「詩篇第13篇」をベルリンに郵送し、その地での初演に適切な写譜をコンラーディが作れるようにして欲しい旨を書き送っている。
リスト研究者のペーター・ラーベは、コンラーディがいかにリスト初期のオーケストレーションを助けたのかを詳述している。それによると、初期稿がたとえどのようなものであろうと、最終稿は常にリストの作品として仕上がっていたということである。
コンラーディは8つのオペラ、1つのバレエ、5つの交響曲、演奏会用序曲、弦楽四重奏曲などを作曲した。また、舞踏曲、歌曲、ヴォードヴィルの素描、笑劇、ポプリにも作品を遺しており、これらは何年にもわたって野外コンサートで演奏された。

## 伝記
- ed Sadie, Stanley, ニューグローヴ世界音楽大事典 初版 (London: Macmillan, 1980). ISBN 0-333-23111-2
  - Searle, Humphrey, "Conradi, August"
- ed Sadie, Stanley, ニューグローヴ世界音楽大事典 第2版 (London: Macmillan, 2001). ISBN 0-333-60800-3
  - Walker, Alan, "Conradi, August"